# Neo Rauch
Neo Rauch (Leipzig, 18 de abril de 1960) es un pintor alemán. Rauch vive y trabaja en Leipzig, Alemania.
Sus monumentales pinturas tienen influencias del surrealismo, especialmente de Giorgio de Chirico y René Magritte con importantes ecos de la estética del realismo socialista e incluso de los muralistas mexicanos de mediados del siglo XX, minando la intersección de su historia personal con las políticas de la alienación industrial. 
Su obra, de muy alta cotización en el mercado, fue expuesta en 2001 en la Bienal de Venecia, y en 2005 en el CAC de Málaga, en el Carnegie International en Pittsburgh, Pensilvania y en la Bienal de Praga (República Checa). 
Los padres de Rauch murieron en un accidente de tren cuando él tenía sólo cuatro semanas de edad. Su padre, Hanno Rauch, tenía 21 años, mientras que su madre, Helga Wand, tenía 19 años; en ese momento ambos estudiaban arte en la Hochschule für Grafik und Buchkunst Leipzig (Academia de Artes Visuales de Leipzig). Rauch creció con sus abuelos en Aschersleben y aprobó el examen de ingreso en la Thomas-Müntzer-Oberschule (ahora Stephaneum Gymnasium). Estudió pintura en la Hochschule für Grafik und Buchkunst Leipzig y luego fue estudiante de maestría con Arno Rink (1981-1986) y Bernhard Heisig (1986-1990). Después de la caída de la Alemania socialista en 1990, Rauch trabajó desde 1993 hasta 1998 como asistente de Arno Rink y Sighard Gille en la Leipziger Akademie.
Desde agosto de 2005 hasta febrero de 2009 fue profesor en la Leipziger Hochschule für Grafik und Buchkunst. Junto con Timm Reutert, fue comisario de la exposición "Man muss sich beeilen, wenn man noch etwas sehen will..." ("Debes darte prisa si quieres ver algo...") en Gut Selikum en Neuss.
Rauch trabaja con su esposa y la artista Rosa Loy en la antigua fábrica de algodón Leipziger Baumwollspinnerei, que, según él, es un lugar de concentración e inspiración.
Rauch és el tema de la película Neo Rauch – Gefährten und Begleiter (2016), dirigida por Nicola Graef.

## Exposiciones
- 2013: Centre for Fine Arts (Bruselas, Bélgica) - Neo Rauch. The Obsession of the Demiurge. Selected Works 1993-2012